# 이사벨 2세 (스페인)
이사벨 2세(Isabel II, Isabel María Luisa de Borbón, 1830년 10월 10일 ~ 1904년 4월 10일)는 스페인 여왕이다. 삼촌 인판타 프란시스코 데 파울라의 아들 카디스 공작 프란시스코와 결혼하였다. 둘은 사실상 영국에 의해서 혼인하게 된 것이므로, 부부 사이는 그렇게 좋지 않았다. 그녀의 재위 35년동안 여섯번에 걸쳐 헌법이 개정되었고 41번 집권내각이 교체되었으며 군부 쿠데타는 열다섯 차례나 일어났다. 1860년대들어 보수반동 정책을 펼치다가 1868년 9월, 프란시스코 세라노 장군과 후안 프림 장군의 쿠데타로 인해 프랑스로 망명했으며 이어 집권한 혁명정부에 의해 폐위되었다.

## 생애

### 어린 시절
스페인의 페르난도 7세와 그의 네 번째 아내이자 조카딸 양시칠리아의 마리아 크리스티나 사이에서 마드리드에서 태어났다. 1833년 9월 29일 페르난도 7세의 서거로 세 살의 나이에 여왕으로 즉위했고, 어머니 마리아 크리스티나가 섭정으로 취임했다. 스페인은 1789년 이래로 살리카 법에 의거해 여자 후계자의 국왕 즉위를 금지하고 있었으나 1830년 페르난도 7세가 이 법을 폐지하고 여자도 국왕이 될 수 있는 과거의 왕위계승법을 개정했다.

### 내전
개정전의 왕위계승법에 따르면 숙부(아버지의 동생)였던 몰리나 백작 카를로스에게 계승권이 있었다. 그래서 카를로스는 왕위계승법 개정에 반발하여, 스스로를 카를로스 5세로 칭하고 카를로스 전쟁을 일으켰다. 이때부터 카를로스 5세와 그의 후계자를 정통으로 여기는 파벌은 지금까지 카를리스타스라는 정파로 이어져왔다.
의회와 주요 정당의 자유주의자들은 이사벨을 지지했고, 교회와 귀족층으로 대표되는 보수주의자들은 카를로스를 지지하는 이 내전은 7년에 걸쳐 이어졌다. 카를로스 측이 우세했던 초반과는 달리 점차 상황이 이사벨에게 유리하게 돌아가 1839년 이사벨은 왕위를 지켜냈다.

### 친정
1843년 이사벨은 13세의 나이로 친정을 시작했지만 정치 상황은 매우 어지러웠다. 1833년부터 1868년까지 35년동안 여섯번에 걸쳐 헌법이 개정되었고 41번 집권내각이 교체되었으며 군부 쿠데타는 열다섯 차례나 일어났다. 집권당이 계속 바뀌는 와중에 그녀는 확실한 자신의 편을 만들지 못하고 보수반동 정치를 펼쳤으며 특히 외교 정책에 실패하였다.

### 쿠데타
1868년 9월, 프란시스코 세라노 장군과 후안 프림 장군의 봉기로 이사벨 2세는 프랑스로 망명했다. 그 뒤 이사벨은 이름뿐인 스페인 왕위를 아들인 아스투리아스 공 알폰소에게 양위했지만 스페인 측에서는 이를 인정하지 않았다.
1869년 혁명정부의 섭정 세라노 장군은 수상으로 임명된 프림 장군에게 새로운 왕위 계승자를 물색하도록 했다. 여러 후보가 물망에 올랐으나 정치 세력간에 다툼으로 인해 1년이란 세월을 허비했다. 프로이센 호엔촐레른 왕가의 레오폴트에게 왕위 계승을 제안하였으나 나폴레옹 3세의 방해로 성사되지 못했다. 나폴레옹 3세로서는 과거 16세기 카를 5세 시대처럼 프랑스가 스페인과 독일에 둘러싸이게 되면 국가안보가 위협받는 일이 되므로 결코 용납할 수 없었다. 이 일이 빌미가 되어 프로이센과 프랑스간에 보불전쟁(1870~71)이 발생했다. 패전한 프랑스는 제2제정이 무너지고 제3공화정이 시작되었으며 프로이센은 독일을 통일하게 되었다.

### 왕정 복고
1871년 스페인의 왕위는 이탈리아 사보이 왕가의 아마데오 1세가 이어받았다. 그러나 정국혼란이 이어지자 1873년 아마데오 1세는 자닌 사퇴하였다. 1874년 부르봉 왕가의 왕정복고로 이사벨 2세의 아들 알폰소 12세가 즉위하자, 이사벨 2세는 잠시 스페인으로 돌아왔다. 그러나 그녀의 정치개입을 우려한 스페인 측에 의해 다시 프랑스로 쫓겨가게 되고, 파리에서 죽었다.

## 가족
1836년 10월 10일 16세의 나이로 사촌오빠 프란시스코 데 아시스 데 보르본과 결혼했다. 부르봉 왕가의 결속을 강화시키기 위한 정치적 목적의 결혼이었기 때문에 부부는 사이가 좋지 않았다. 이사벨은 12명의 아이를 낳았으며 그 중 4명만이 장성하였다.
- 아스투리아스 여공 이사벨 (1851~1931)
- 알폰소 12세 (1857~1885)
- 마리아 데 라 파스 (1862~1946)
- 에우랄리아 (1864~1958)

여왕의 자리에서 퇴위하던 해 3월 이사벨은 남편과 이혼했으며 그 후로는 사이가 원만했다고 한다.

## 같이 보기
- 펠리페 5세
- 카를 슈르츠
- 이사벨라주